# Історія Науру

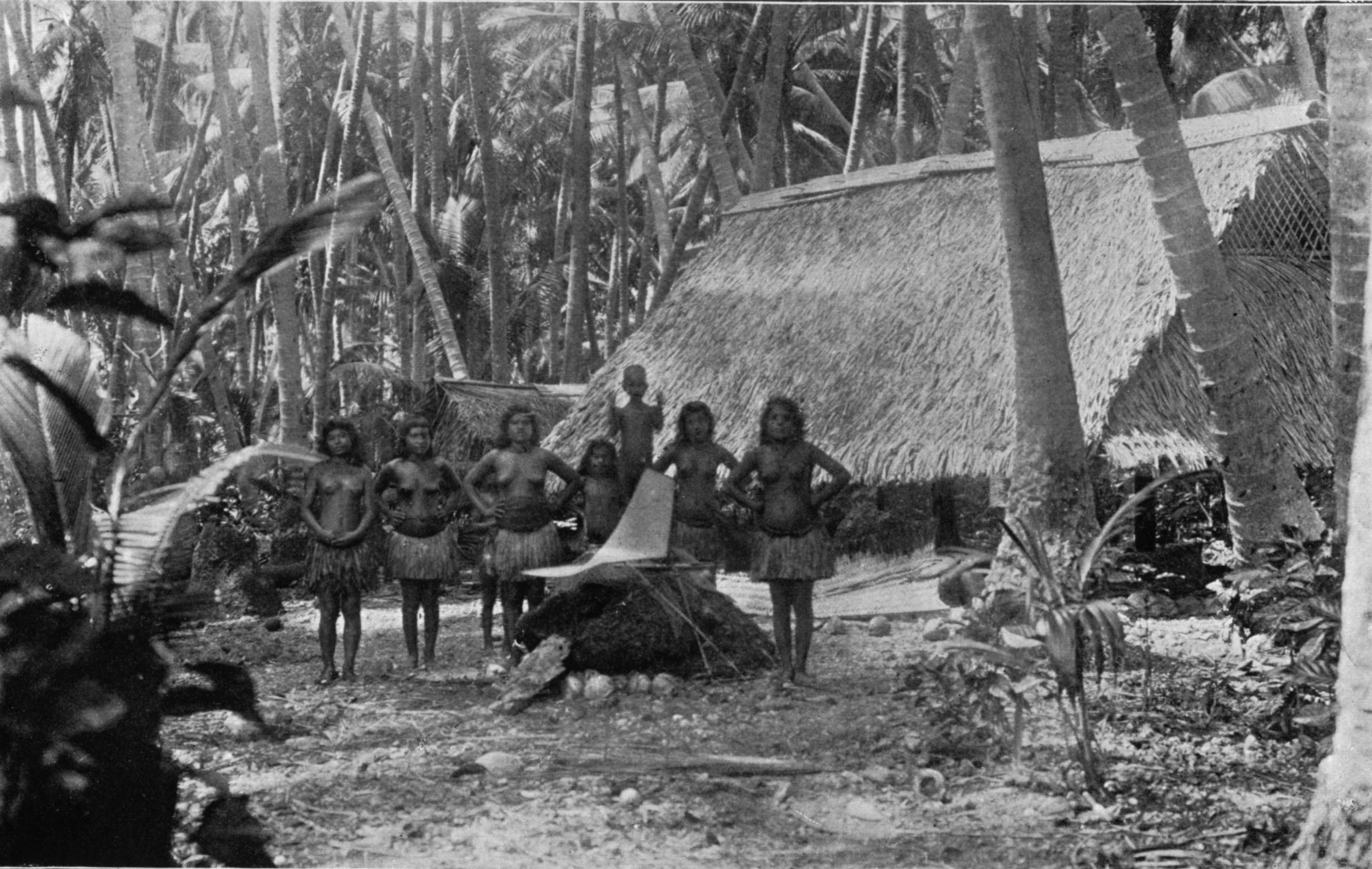
Традиційні будинки науруанців в Аренібеку (1896)

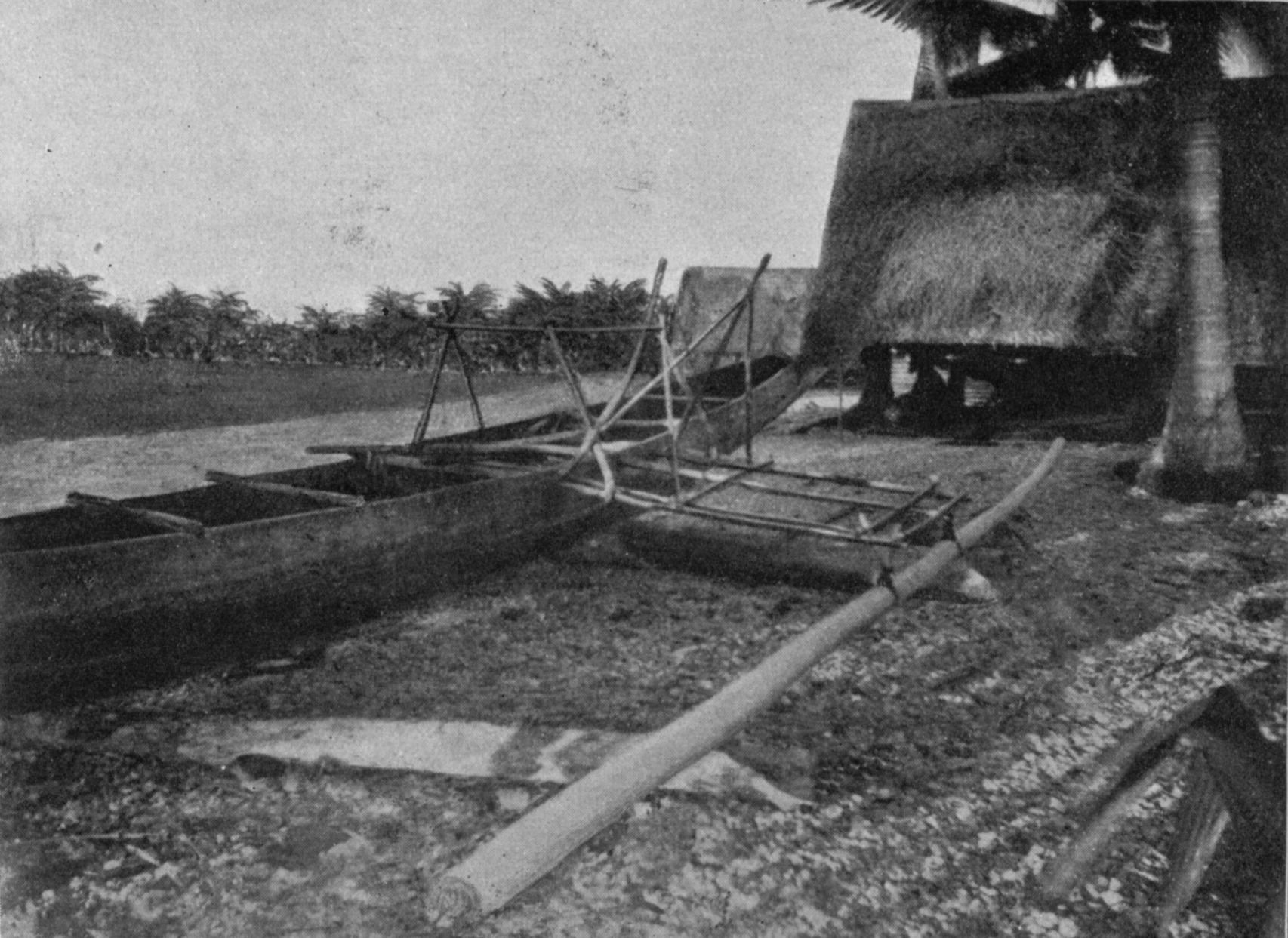
Традиційний будинок і довбані човни Науру (1896)

Про історію доколоніального періоду Науру відомо дуже мало через відсутність будь-яких письмових джерел (до появи на островах місіонерів на початку ХХ століття науруанська мова не мала письмової форми) і археологічних даних. Колоніальний період пов'язаний із головним природним багатством Науру — фосфоритами (науруїтом).
Першим європейцем, який побачив острів Науру, став британський капітан Джон Фірн, який відкрив острів 8 листопада 1798 року. Згодом Науру по черзі ставав територією різних колоніальних держав: у 1888 році — Німеччини, в 1914 році — Австралії, з 1942 по 1945 роки — Японії, потім — знову Австралії. У 1968 році острів став незалежним, а в 1999 році Республіка Науру стала повноправним членом Організації Об'єднаних Націй.
Починаючи з 1906 року, на острові різними колоніальними й комерційними компаніями велася розробка фосфоритових родовищ. Фосфорити стали єдиним джерелом прибутків для крихітної мікронезійської країни, забезпечивши на кілька десятиліть дуже високий рівень життя населення Науру. Однак виснаження родовищ і необдумана економічна політика керівництва країни призвела до великої фінансової кризи та політичної нестабільності на початку 1990-х років. Намагаючись розширити джерела надходжень валюти в країну, Республіка Науру стала великим офшорним центром. Здійснювався продаж науруанських паспортів. Тільки на початку 2004 року з приходом нового уряду в країні з'явилися позитивні зрушення в економіці.

## Перші поселенці
Про заселення острова Науру практично нічого невідомо через відсутність будь-яких археологічних знахідок. Однак існує кілька гіпотез. Згідно з однією з них, острів Науру міг бути заселений австронезійцями з південної частини Філіппінських островів і північної частини Молуккських островів. Згідно з іншою версією, перші переселенці прибули в Науру з островів Бісмарка і представляли праокеанійський етнос, ще до його розпаду на меланезійців, мікронезійців і полінезійців.
У ранньому періоді історії Науру населення було представлено 12 племенами, які мешкали в 168 селах:
- деібое (наур. Deiboe)
- еамвідаміт (наур. Eamwidamit)
- еамвідара (наур. Eamwidara)
- еамвіт (наур. Eamwit)
- еамгум (наур. Eamgum)
- еано (наур. Eano)
- емео (наур. Emeo)
- еорару (наур. Eoraru)
- ірутсі (наур. Irutsi)
- ірува (наур. Iruwa)
- іві (наур. Iwi)
- ранібок (наур. Ranibok)[7].

Зараз пам'ять цих 12 племен увічнена в державному прапорі та гербі Республіки Науру. Ці племена більше не існують, а кожен житель Науру зараз ідентифікується за округом, у якому він проживає.
Плем'я ірува складалося з вихідців з островів Гілберта або Банаби, що припливли на острів Науру в XIX столітті. У племен ірутсі і іві немає сучасних нащадків. Їхні останні представники загинули при японській окупації Науру під час Другої світової війни.

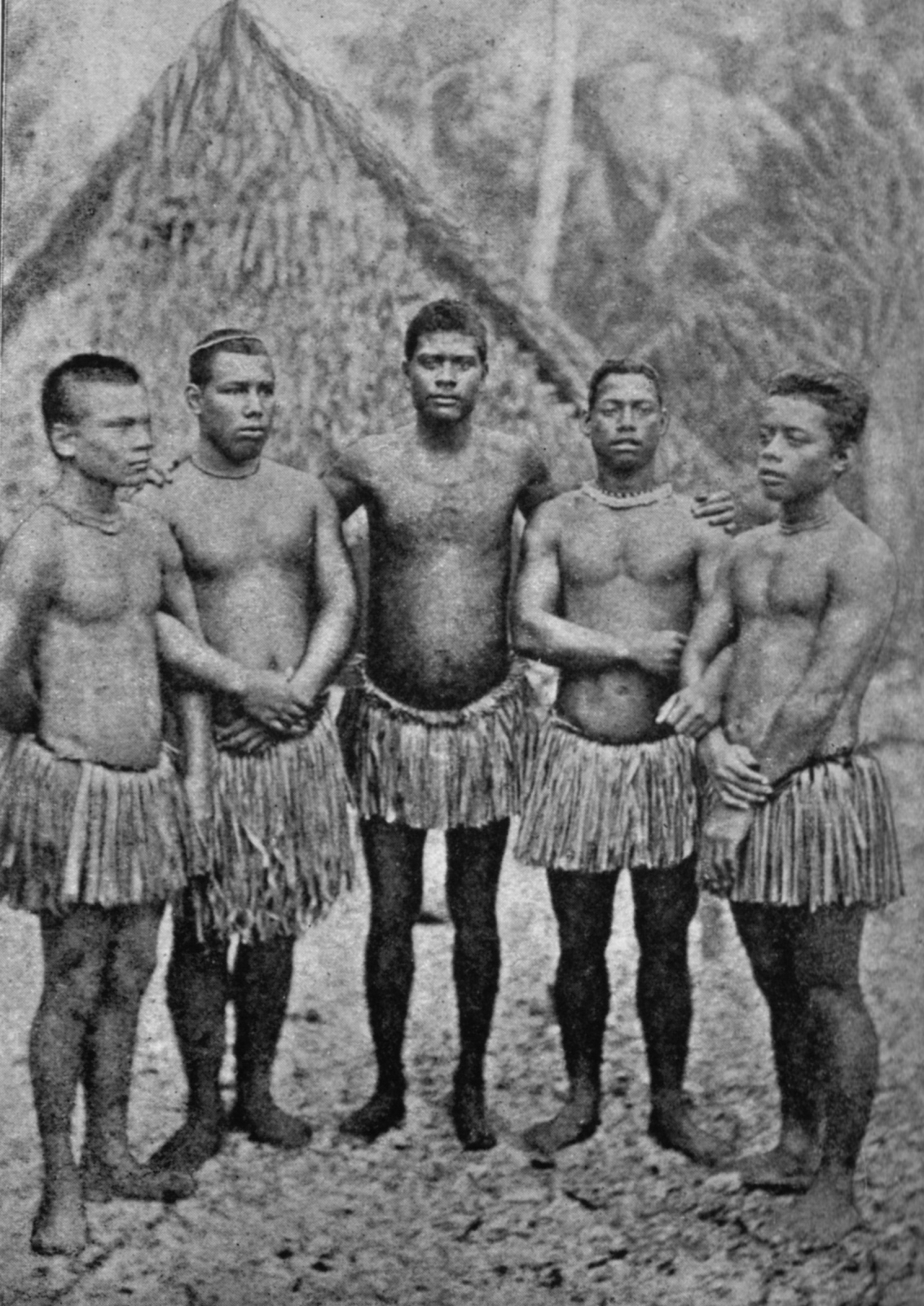
Молоді науруанці (1914)

Верховного вождя, якому підкорялися б всі 12 племен, на острові не було. Замість цього в кожного племені був свій племінний вождь.
До появи на острові європейців, населення Науру перебувало у стадії розкладання первіснообщинного ладу і складалося з трьох класів:
- Темонібе (наур. temonibe) — старші члени роду.
- Амененгаме (наур. amenangame) — молодші члени роду, що складали більшу частину племені.
- Ітсіо (наур. itsio) — раби[10].

Згідно з довідником Deutsches Kolonial Lexikon, науруанське суспільство складалося з шести класів. З них чотири були вільними хліборобами: темоніба (наур. Temonibä), емо (наур. Emo), аманенгама (наур. Amänengamä) і енгама (наур. Engamä). А два — залежними категоріями: ідзіо (наур. Idzio) та ітіора (наур. Itiora). Проте їхня природа не розкривається.
Приналежність людини до певного класу залежала від класу матері. Доньки, що народилися до народження сина, і сина приписували до класу матері. Діти, народжені після першого сина, належали до наступного за наростанням класу.
Тубільці жили у дворах, що складалися з 2—3 будинків. Кілька дворів становили село. Декілька сіл складали гау (округ).
Основним заняттям давніх науруанців було сільське господарство (вирощування кокосових пальм, бананів, панданусів), а також рибальство (у тому числі штучне розведення риби ханос у лагунах Буада і Анабар). Рибальські господарства були суворо поділені між сім'ями і обгороджені стінами та огорожами. Умови, необхідні для нормального розведення риби, підтримувалися дорослими жителями: вони регулярно перемішували воду для її збагачення киснем і тим самим прискорювали зростання мальків. Дітям було суворо заборонено бити по воді під час купання, оскільки будь-який шум міг злякати ханос, який відплив би на територію іншої сім'ї.

## Доколоніальна епоха

### Перші зв'язки з європейцями
У 1798 році британський капітан китобійного судна Джон Фірн під час свого плавання від берегів Нової Зеландії в Південнокитайське море став першим європейцем, який наблизився до острова Науру. Він назвав його Приємним островом (англ. Pleasant Island), оскільки був приємно вражений дружелюбністю острів'ян, які підпливли до британського судна на каное без будь-якого озброєння, а на тілах науруанців не було войовничих татуювань, як було прийнято в інших народів Океанії. Спостерігаючи з корабля берег, на якому скупчилася велика кількість острів'ян, Фірн дійшов до висновку, що острів густо населений. Однак висадитися на ньому він так і не наважився. Після цього короткого візиту Науру залишався в ізоляції протягом декількох десятиліть.
Першими європейцями, що поселилися в Науру, стали Патрік Берк і Джон Джоунс. Це були дезертири і контрабандисти ірландського походження, депортовані з Великої Британії на острів Норфолк (тут знаходилася виправна колонія для найнебезпечніших злочинців, які перевозилися до Австралії). Вони згодом втекли з острова Норфолк і припливли в Науру 1830 року. У 1837 році до 8 європейських злочинців, що вже жили тут, додалося ще 5 дезертирів. Джон Джоунс став справжнім диктатором Науру, який добре ставився до своїх прихильників і жорстоко карав своїх ворогів. Тим не менше терпіння в острів'ян закінчилося, і Джоунс був вигнаний на острів Ошен (або Банаба), що лежить за 300 км на схід від Науру. Його наступні спроби повернутися на острів припинялися, тому що його знову виганяли місцеві жителі.
У 1845 році в Науру проживало всього два європейця, один із яких, Вільямс Харріс. Він висадився на острів 1842 року. Однак переселенці дуже скоро асимілювалися з науруанцями, прийнявши їх звичаї і завівши сім'ї. З 1852 року багато жителів острова стали займатися піратством, тому більшість суден просто стали оминати Науру.
Життя науруанців, як і більшість інших народів Океанії, сильно змінилося після відкриття острова європейцями. У Науру з'явилося безліч продуктів і виробів, про існування яких місцеві жителі раніше не знали: вогнепальна зброя, алкоголь, тютюн. Були занесені венеричні, а також інші інфекційні захворювання, як-от грип, шигельоз, туберкульоз, проказа.
Між європейцями та науруанцями спочатку здійснювався натуральний обмін, згодом зросла роль грошей. Остров'яни в основному продавали копру та кокосові горіхи.

### Міжплемінна війна

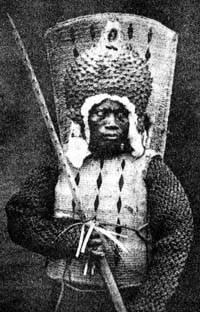
Науруанський воїн (1880)

З появою на Науру вогнепальної зброї будь-які спори між племенами вирішувалися перестрілками, що надалі призвело до племінної громадянської війни.
Війна почалася в 1878 році, коли один із молодих вождів був випадково застрелений під час свого весілля. Цей нещасний випадок призвів до ескалації подій, багато сімей, озброївшись, бажали помститися своїм ворогам. На противагу іншим конфліктам, які вдалося вирішити, цього уникнути не вдалося. У ході війни невеликі групи озброєних науруанців непомітно вторгалися на території своїх ворогів і вбивали людей, в тому числі жінок і дітей.
21 вересня 1881 року до острова з метою залагодження конфлікту причалило британське судно. У минулому контрабандист, Вільям Харріс, забравшись на борт, розповів про початок війни, про те, що більшість воювали в стані сп'яніння, а науруанський вождь Аувеїда (наур. Auweyida) благав про появу місіонерів.
Шість років по тому на острові побував британський капітан з Окленда Фредерік Мосс, який збирався завантажити копру на свою шхуну «Бастер». Він повідомляв про доброзичливість місцевого населення, хоча більшість чоловіків носило за спиною зброю. Громадянська війна ще не закінчилася, але більшості науруанців вона вже набридла. Тим не менш ні одна зі сторін не йшла на поступки і не збиралася йти на мир. Єдиним засобом залагодження конфлікту, на думку більшості місцевих жителів і Вільяма Харріса, могло бути повне роззброєння і заснування в Науру християнської місії.
Нестабільність на острові сильно позначилася на торгівлі. Криваві міжусобиці в Науру припинилися тільки після його анексії Німеччиною в 1888 році.

## Колоніальна епоха

### Німецька колонія

#### Управління

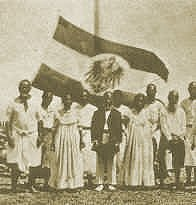
Науруанці, у тому числі король Аувеїда в центрі (2 жовтня 1888). Позаду — німецький прапор.

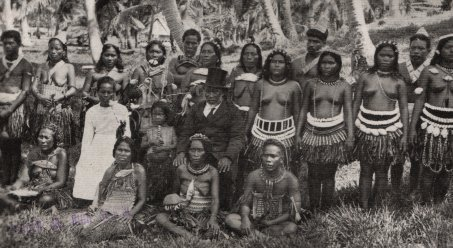
Король Аувеїда (у костюмі), його дружина Еігамоія (у білій сукні) і їхні слуги. (1890)

Наприкінці XIX століття відбувалося розмежування сфер впливу в західній і центральній частинах Тихого океану між Німецькою і Британською імперіями. Згідно з досягнутими домовленостями між цими державами, острів Науру увійшов у сферу впливу Німеччини.
Офіційна анексія острова, чисельність населення якого становить близько 1300 жителів, відбулася 16 квітня 1888 року. Встановлення німецького протекторату сприяло закінченню громадянської війни в Науру, яка тривала десять років. Перші німці оселилися на острові лише 1 жовтня: це були 87 осіб, у тому числі місіонери з островів Гілберта. Незабаром на острові з'явився свій голова поліції, який був представником кайзера. Він призначив Аувеїду (наур. Auweyida), вождя округа Бое, і його дружину Еігамоію (наур. Eigamoiya), королем і королевою Науру (вони зберегли цей титул аж до 1920 року). Із встановленням німецького протекторату на острові було заборонено алкогольні напої та вогнепальну зброю, а всі вожді науруанських племен заарештовано. І дійсно, наступного дня науруанці здали зброю та боєприпаси. Так закінчилися кровопролитні зіткнення між племенами острова.
2 жовтня 1888 року в присутності науруанського короля Аувеїда над островом Науру був піднятий німецький прапор.
Встановлення німецького протекторату над Науру зміцнило позиції Німецької імперії в регіоні, де вже було кілька німецьких колоній. А радіостанція на острові повинна була стати важливою ланкою в мережі «Etappendienst». У 1906 році Науру був адміністративно прикріплений до Німецької Нової Гвінеї, хоча спочатку острів був частиною протекторату Маршаллові Острови.
Незважаючи на німецьке панування, присутність Німеччини на острові не було надто помітно. У Науру навіть були свої власні поштові марки (перше поштове відділення на острові було відкрито 14 липня 1908 року).
Німецьке панування тривало аж до 8 листопада 1914 року, коли Науру був окупований Австралією.

#### Культурний вплив

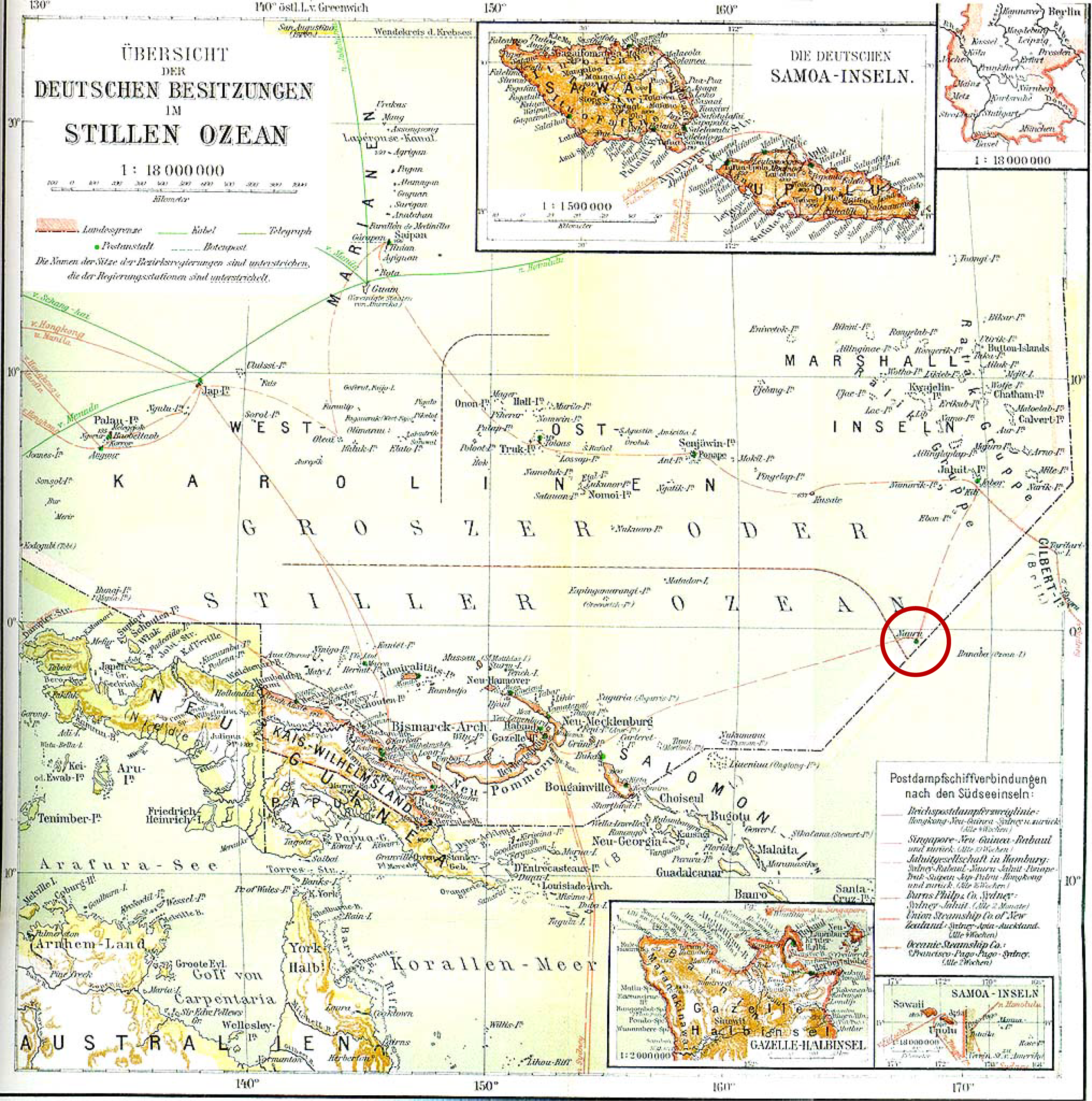
Історична карта німецьких володінь в Океанії. Спочатку острів Науру (виділений червоним кружечком) був адміністративно підпорядкований протекторату Маршаллові Острови.

У перші роки європейського панування колоніальна адміністрація сприяла поширенню в Науру німецької культури, грамотності та освіти. Наприклад, «Тихоокеанська фосфатна компанія», що займалася розробками фосфоритів на острові, відкрила першу науруанську бібліотеку. Велику роль у поширенні традицій і звичаїв метрополії зіграла християнська місія.
Перша релігійна місія на острові носила назву Лібенцеллерська місія (нім. Liebenzeller Mission), а її місіонери були протестантами. Одним із перших місіонерів, які оселилися на острові разом зі своєю родиною, був Філіп Делапорт, що мав американські та німецькі корені. Він приплив до Науру в 1899 році з Гавайських островів. Делапорт першим зайнявся перекладом Біблії та інших релігійних книг на науруанську мову, перший склав німецько-науруанський і науруансько-німецький словник (у книзі, опублікованій 1907 року, було 65 сторінок і 1650 слів), написав ряд наукових робіт мікронезійськими мовами.
1902 року до Науру вперше прибули католицькі місіонери, які відразу після заснування місії приступили до спорудження католицької церкви на острові. Ці місіонери також сприяли поширенню грамотності серед місцевих жителів. 1904 року католиком Алоїзом Кайзером був складений другий двомовний словник. Третій словник був написаний Пауло Хамбрухом, який побував у Науру двічі, в травні 1909 і з вересня по листопад 1910 року.
Фактично в ході європейської колонізації науруанцям був нав'язаний європейський спосіб життя, звичаї і традиції. Поширення християнства призвело до заборони полігамії, традиційних танців, які вважалися місіонерами занадто відвертими, і традиційного одягу. Ці корінні зміни в житті науруанців проходили не без соціальних проблем.
Колоніальне панування і зростання частки європейців у населенні Науру призвели до подальшого поширення захворювань. Наприклад, у 1907 році від дизентерії померло 150 місцевих жителів. 1890 року був проведений перший офіційний перепис населення острова. Згідно з ним у Науру проживало 1294 науруанців і 24 гілбертійських місіонера.

#### Економічна діяльність

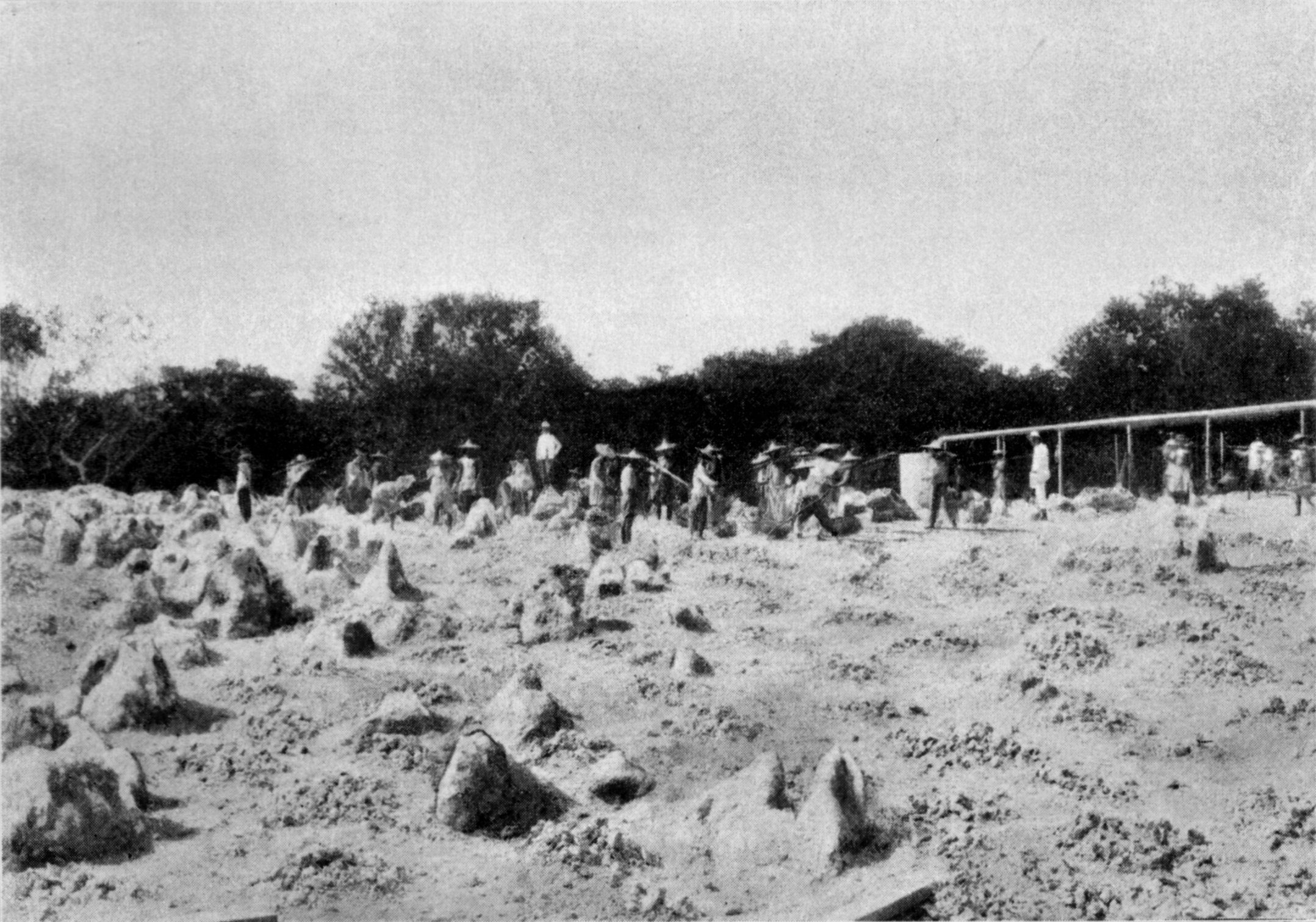
Китайські працівники на фосфоритних кар'єрах (1908)

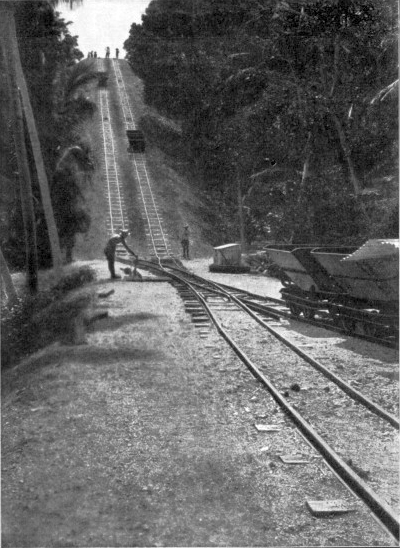
Залізниця, по якій видобуті фосфорити транспортувалися в порт острова (1908)

У перші роки німецького протекторату фактичне управління Науру знаходилося в руках «Jaluit Gesellschaft» (в пер. на українську мову «Джалуітське товариство»), німецької компанії, яка в обмін на торговельні привілеї фінансувала колонізацію островів Німецької імперії в Океанії. Ця ж компанія отримала право на експлуатацію надр острова Науру (проте родовища фосфоритів на острові ще не були виявлені). Наприкінці XIX століття основним сільськогосподарським продуктом тихоокеанських островів була копра, яка виробляється за допомогою сушіння маслянистого ендосперма горіхів кокосової пальми, тому в перші роки пріоритет віддавався створенню кокосових плантацій. З метою закріплення своєї присутності німецький уряд побудував у Науру лікарню, опріснювальні установки, генератор електроенергії, а німецька мова поступово стала основною мовою спілкування.
У 1899 році новозеландський геолог сер Альберт Елліс, працівник британської компанії «Компанія тихоокеанських островів», випадково відкрив у Науру, як і на острові Ошен (тепер Банаба), велику кількість фосфоровмісної руди. У 1906 році компанія викупила у Джалуїтського товариства за 2000 фунтів стерлінгів право на експлуатацію фосфоритних родовищ Науру строком на 99 років. Поступово «Компанія тихоокеанських островів» (пізніше «Тихоокеанська фосфатна компанія») зайняла ключову роль в економіці острова, ставши головним роботодавцем науруанців. За кожну тонну фосфоритів компанія виплачувала Джалуітському товариству відрахування, також як і місцевим жителям.
Видобуток фосфоритів почався у 1906 році. Згодом транспортування полегшилося після прокладання залізниці на острові в 1907 році. Спеціально для роботи в кар'єрах були завезені чорноробочі з островів Гілберта, Каролінських островів та з Китаю, томущо більшість науруанців не погоджувалися працювати на фосфоритних розробках. Нащадки цих емігрантів продовжують жити в Науру і разом із європейцями становлять до 42 % всього населення Науру. З кожним роком торгівля фосфоритами набирала силу, збільшувався обсяг видобутку: у перші роки розробок в Австралію було вивезено 11 тисяч тонн фосфоритів, а до 1913 року було видобуто й експортовано 138 725 тонн фосфоритів, які були транспортовані до місця призначення на 46 суднах.
Усі ключові посади в науруанському підрозділі «Тихоокеанської фосфатної компанії» займали вихідці з Німеччини: адміністратор і 22 з 63 європейських працівників були німцями. До початку Першої світової війни населення острова складалося з 1400 науруанців, 30 німців, 70 британців, близько 1000 китайців і каролінців.

### Перша світова війна

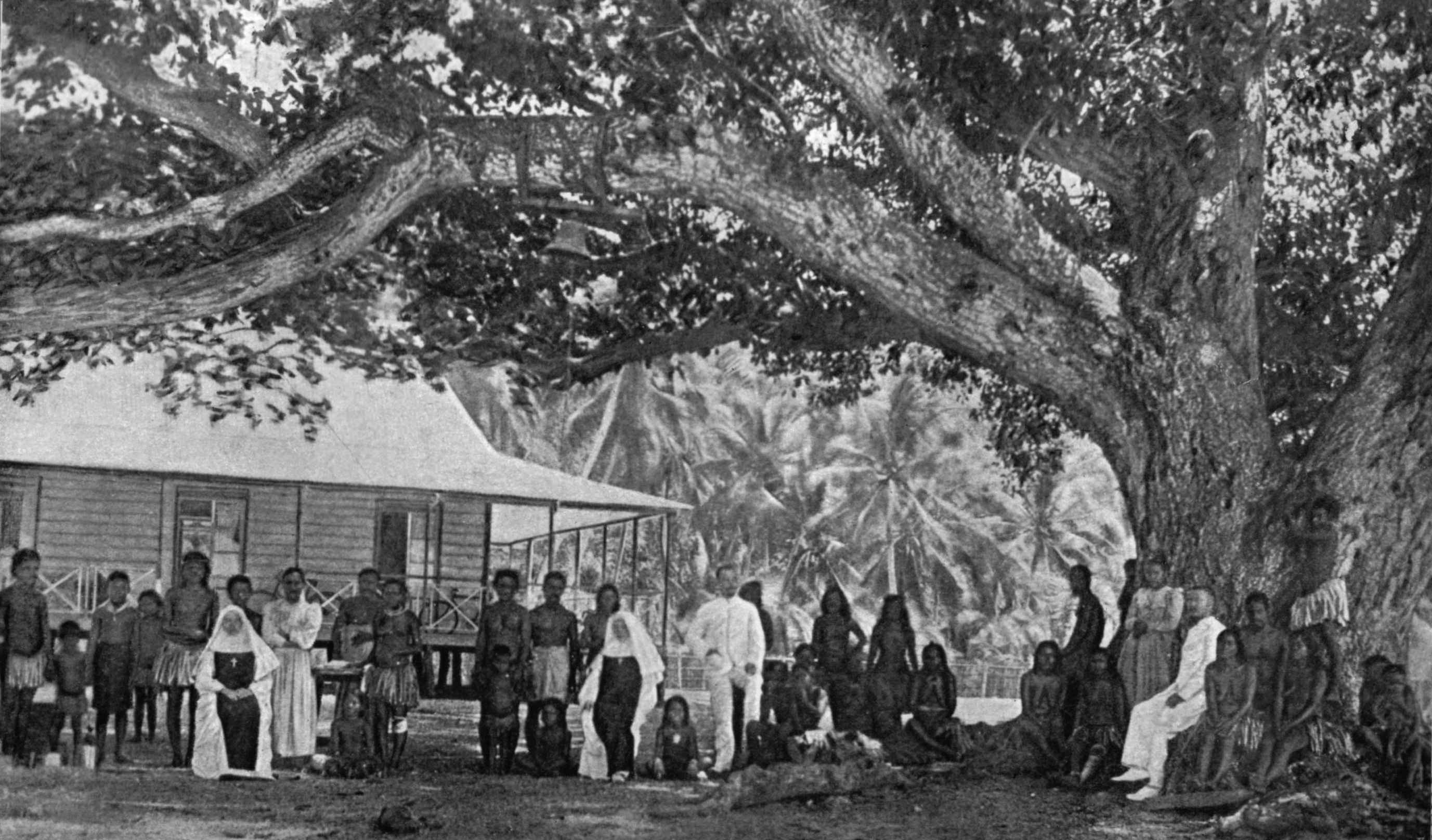
Католицька місія на Науру (1914)

Розподіл німецьких колоній в Океанії

4 серпня 1914 року Велика Британія оголосила війну Німеччині, тим самим вступивши в Першу світову війну. Науру зазнав тих же випробувань, що й інші німецькі колонії, на які напали країни Антанти. Оскільки острів є сильно ізольованим від зовнішнього світу, великі, найбільш кровопролитні театри бойових дій перебували далеко від цієї колонії. Перша світова війна майже не торкнулася Науру: австралійські війська, які вторглися на острів, захопили його без пролиття крові і не зустріли сильної протидії з боку місцевих жителів.
У німецького губернатора Науру був постійний зв'язок із зовнішнім світом завдяки радіопередавачу. Він спочатку не повідомив мешканців острова про війну між Німеччиною та Великою Британією. Проте вже 7 серпня 1914 року в Науру було введено воєнний стан. З науруанців було сформовано невелике ополчення, але протягом кількох тижнів нічого не відбувалося. Після початку війни острів виявився відрізаним від решти світу, виникли перебої з продуктовим забезпеченням. Було вирішено відправити на острів Ошен невелику місію. Проте британська адміністрація острова відмовила в допомозі. Лише через кілька днів, 6 вересня, після прохання науруанського губернатора, британськими силами з Науру на Ошен були евакуйовані 49 громадян Британії.
Три дні по тому, 9 вересня, з Фіджі до Науру відправився австралійський військовий корабель із метою знищення радіостанції на острові, яка входила в мережу станцій, що забезпечували зв'язок із німецькими кораблями і судами, а також із метрополією та іншими німецькими колоніями в Тихому океані. Під час світанку завдяки згуртованим діям і несподіваності, 25 австралійським воїнам вдалося висадитися на острові через пірс, звідки відбувалося навантаження фосфатів на транспортні кораблі. Відразу ж були захоплені довколишні будівлі і шестеро жителів, які йшли у напрямку до адміністративних будівель острова. Останні не чинили будь-якого опору і відразу здалися. Потім австралійські війська попрямували до радіостанції, яка, як виявилося, заздалегідь була демонтована німцями, що побоювалися захоплення важливого об'єкта ворогами. Через сім годин австралійці покинули Науру.
Тільки 6 листопада 1914 року група австралійців оселилася на острові, тим самим поклавши край німецькому пануванню в Науру. Австралія керувала островом аж до 17 грудня 1920 року, коли було підписано угоду з Британією та Новою Зеландією, за якою управління островом переходило під спільне управління трьох держав. До червня 1921 року острів входив до складу Британських Західно-Тихоокеанських територій (англ. British Western Pacific Territories). Нове колоніальне керівництво продовжувало видобуток фосфоритів, який здійснювала «Тихоокеанська фосфатна компанія».

### Мандат Ліги Націй

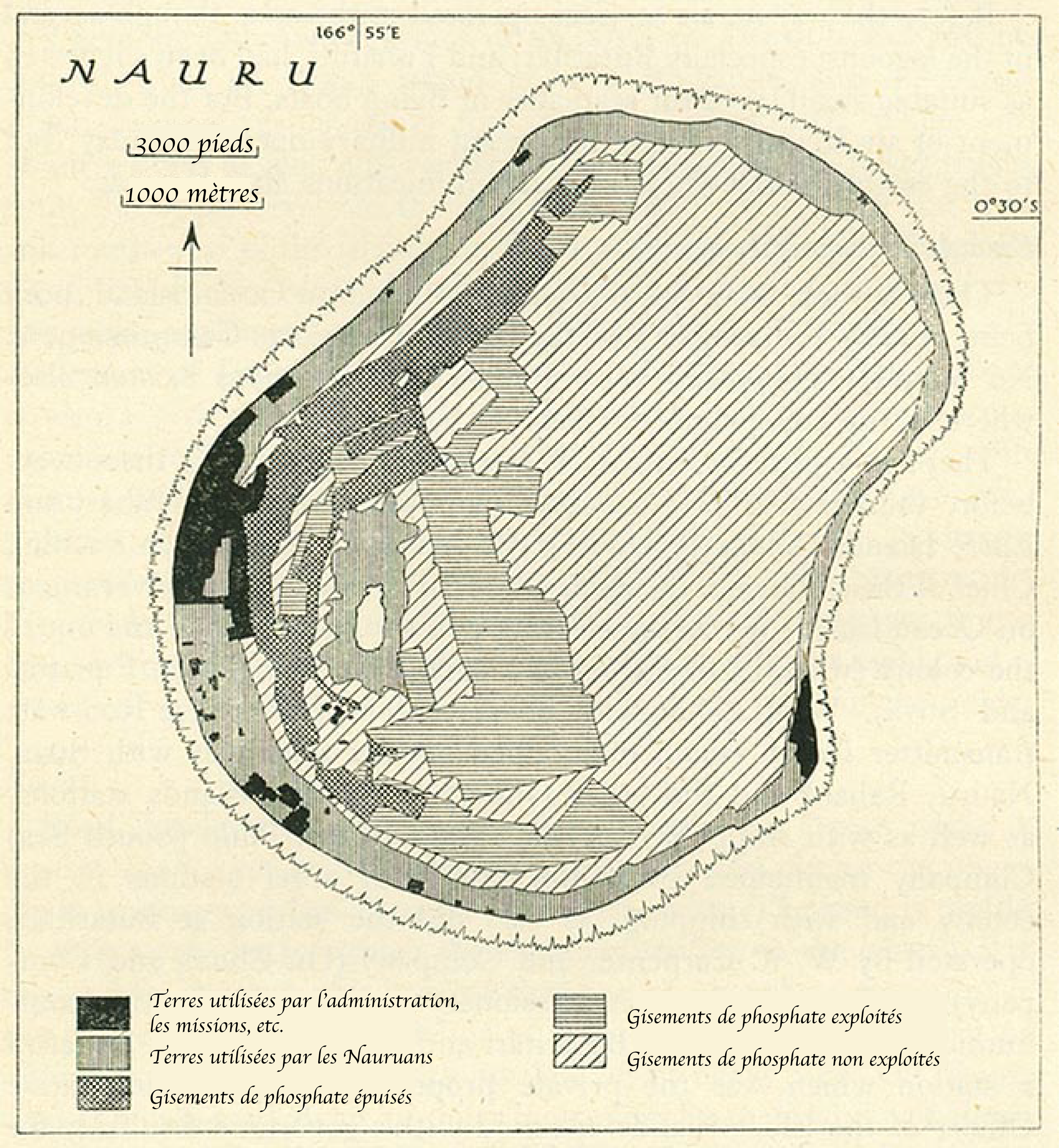
На цій австралійській карті 1940 року показана схема фосфоритних розробок. На ній видно, що розробки велися в північно-східному напрямку. До того часу в деяких районах острова родовища фосфоритів вже були вироблені.

Після Першої світової війни Німеччина відповідно до статті 119 Версальського мирного договору відмовлялася від усіх своїх колоній, у тому числі і від Науру. Австралія згодом намагалася чинити тиск на Лігу Націй, щоб отримати право на анексію острова, однак американський президент Вудро Вільсон виступив проти будь-якого захоплення колишніх німецьких колоній. Ліга Націй врешті-решт прийшла до висновку про необхідність передачі Науру під опіку Британії. У 1923 році Велика Британія, Нова Зеландія і Австралія підписали угоду, за якою острів Науру переходив під їхнє спільне управління, але адміністративне управління здійснювала Австралія.

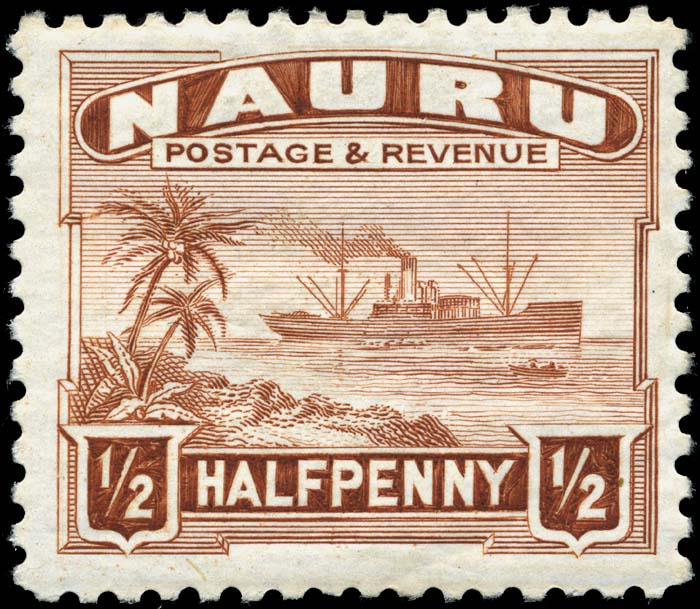
Поштова марка Науру (1924).

З приходом нової колоніальної влади продовжився економічний розвиток Науру і «цивілізовування» науруанців. Три країни згодом викупили за 3,5 млн фунтів стерлінгів право на розробку фосфоритів на острові у «Тихоокеанської фосфатної компанії». Розробка родовищ здійснювалася під керівництвом «Британської фосфатної комісії», що складалася з трьох осіб. Фосфорити, які видобувалися на острові, були широко затребувані у таких країнах, як Австралія і Нова Зеландія, де фермери потребували добрив. Науруанці практично нічого не отримували від розробок: їм виплачувалося всього лише 8 пенсів за тонну фосфоритів.
Паралельно відбувалося розповсюдження західного способу життя, християнства і крах традиційних вірувань місцевих жителів. У 1927 році в Науру була вперше скликана Рада старійшин, яка, виконувала консультативні функції. 26 жовтня 1932 року вперше був відсвяткований Ангамов день, який через деякий час став державним святом Науру.

### Друга світова війна і японська окупація
Науру — одна з небагатьох територій, які пережили одночасно атаки японської та німецької армій у роки Другої світової війни. Це пояснюється відносною близькістю японської території та присутністю німецьких військових кораблів уТихому океані.
На початку війни, коли Японія ще не почала військові дії, німецькі кораблі маскувалися під японські вантажні судна, таким чином захоплюючи острови в Океанії (Маршаллові острови, Каролінські острови). 6 грудня 1940 року вони напали, розграбували і потопили в північній частині Соломонових островів британське судно, яке постачало в Науру їжу.
Згодом два німецьких судна в період з 7 по 8 грудня затопили поблизу Науру п'ять транспортних кораблів (британських і норвезьких), які очікували навантаження фосфоритів у порту острова. Один із них, німецький допоміжний крейсер «Комет», не раз загрожував знищити всю інфраструктуру Науру, створену «Британською фосфатною компанією». Часте наближення цього судна до острова було сигналом до евакуації, інакше могли б статися великі жертви. Після артилерійського обстрілу Науру, в ході якого було знищено частину острівної інфраструктури, в тому числі резервуари з паливом, «Комет» повернувся назад у Європу. Важливі об'єкти незабаром після цієї події були відновлені, і компанія відновила видобуток фосфоритів. А в Науру на кілька місяців встановився мир. Дії «Комета» засуджувалися японською стороною, яка була зацікавлена у видобутку сировини на острові, а зі штабу ВМС Німеччини «Комет» отримав гнівну радіограму, що засуджувала артобстріл Науру.

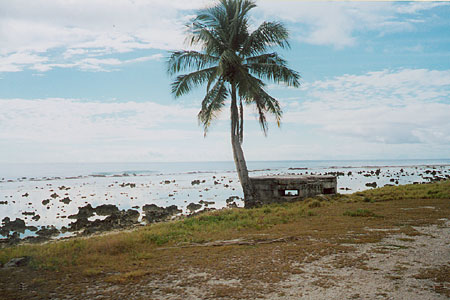
Японський блокгауз часів Другої світової війни.

За кілька днів до атаки на Перл-Гарбор 7 грудня 1941 року японська авіація завдала кілька повітряних ударів по Науру. Після захоплення прилеглих островів Гілберта британська компанія, що займалася видобутком фосфоритів на острові, вирішила евакуювати своїх співробітників. Спеціально для цього з Нових Гебрид припливло французьке судно. Всього було евакуйовано 61 європеєць, 391 китаєць і 49 членів британського гарнізону в Науру. 191 працівник залишився в Науру після обіцянки їх швидкої евакуації, яка так і не була здійснена.
26 серпня 1942 року на острові висадилися 300 японських солдатів, захопивши в полон всіх європейців, що залишилися в Науру. 1850 науруанців після окупації Японією могли вільно пересуватися по острову, але було введено нормування продуктів, яке тривало до кінця війни. Місцевими жителями була організована оборона острова, в тому числі на березі були встановлені 152-мм гармати, а на підвищеннях — зенітні установки.

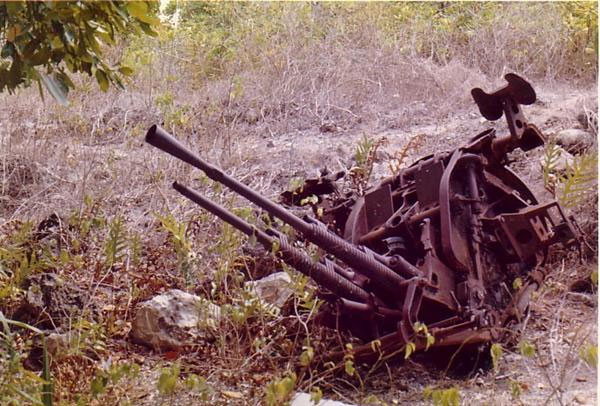
Зенітна установка на острові.

Однією з найважливіших подій періоду японської окупації було будівництво злітно-посадкової смуги, яка зараз належить Міжнародному аеропорту Науру. У її будівництві було задіяно 1500 японців і корейців, а також 300 працівників науруанського і гілбертійського походження, працювати яких змушували силою. Будівництво було закінчено в січні 1943 року. Хоча японці хотіли відновити інфраструктуру Науру для відновлення видобутку фосфоритів, але у роки Другої світової війни острів служив всього лише одним з опорних пунктів японської армії в центральній частині Тихого океану.

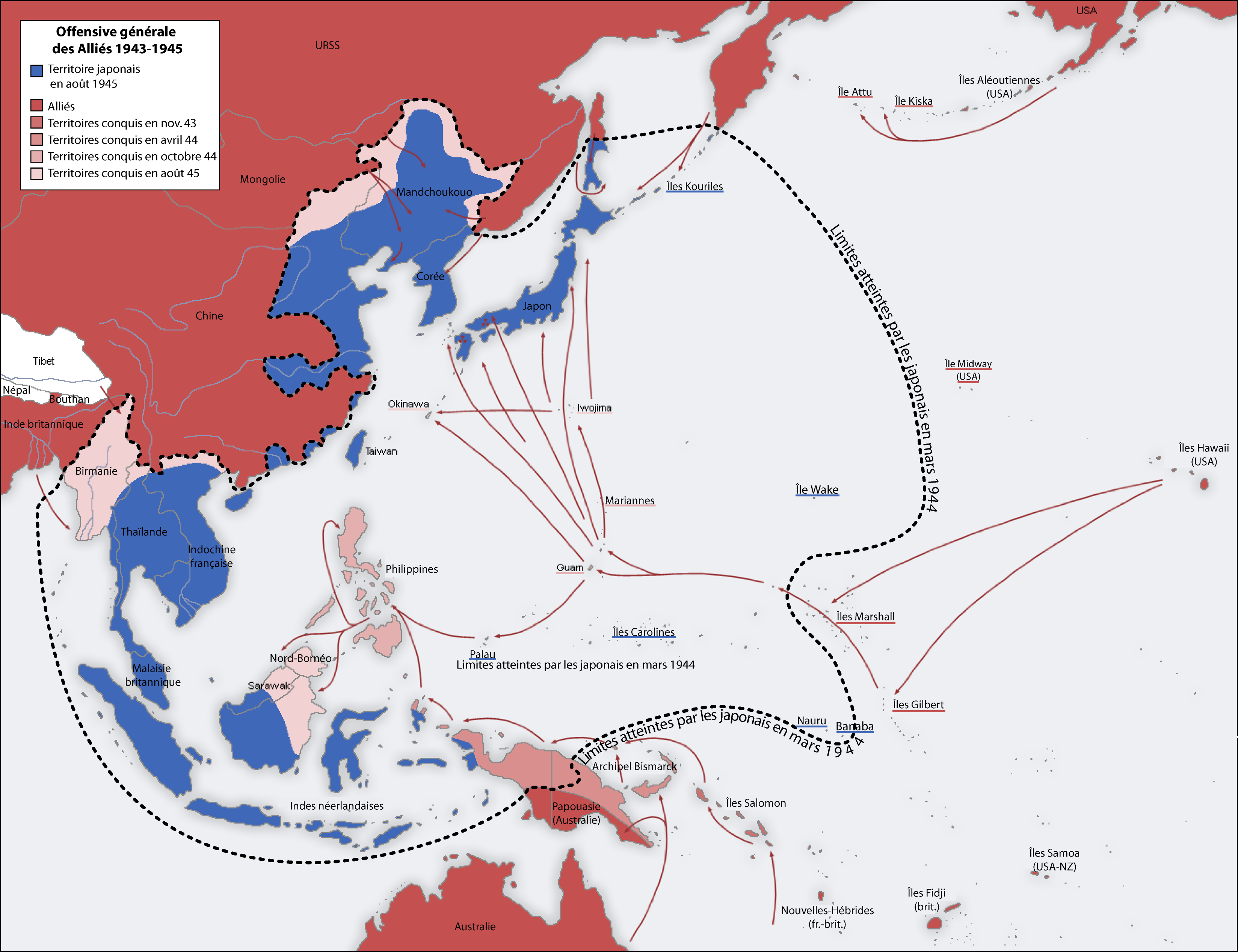
Карта військових дій у Тихому океані під час Другої світової війни

З 1942 року в Тихому океані почалися наступальні дії американських військ. 25 березня 1943 року відбувся перший обстріл Науру американцями. У результаті було знищено 15 японських літаків, що розмістилися на аеродромі, а також частину установок в аеропорту. У листопаді 1943 року американські війська після кровопролитного бою у Тарава, звільнили острова Гілберта. Однак, розгромивши японців, вони не рушили в бік Науру.
У вересні 1943 року японська влада вирішила депортувати більшу частину науруанців (1200 осіб) на острів Чуук (Каролінські острови), розташований за 1600 км на північний захід від Науру. Ці дії пояснювалися початком голоду в Науру через проблеми з продовольчим забезпеченням. До кінця війни через недоїдання померло 300 осіб, а також були відзначені випадки канібалізму.
13 вересня 1945 року, після скидання на Хіросіму і Нагасакі атомних бомб (6 і 9 серпня), а також капітуляції Японії (2 вересня 1945 року) на борту австралійського військового судна «Діамантина» було підписано угоду, за якою японські війська здавали острів Науру. Згодом було депортовано 3745 японців і корейців, а частина з них були звинувачені у скоєнні злочинів проти європейців і науруанців у роки Другої світової війни. Після закінчення війни з близько 1200 місцевих жителів, депортованих на острів Чуук вижило лише 737 чоловік. 31 січня 1946 року були повернуті на батьківщину. Чисельність населення острова скоротилася з 1848 осіб у 1940 році до 1369 осіб у 1946-му. Компанія, що займалася видобутком фосфоритів на острові, у пам'ять про сумні події воєнного часу побудувала музей Другої світової війни.

### Мандат ООН

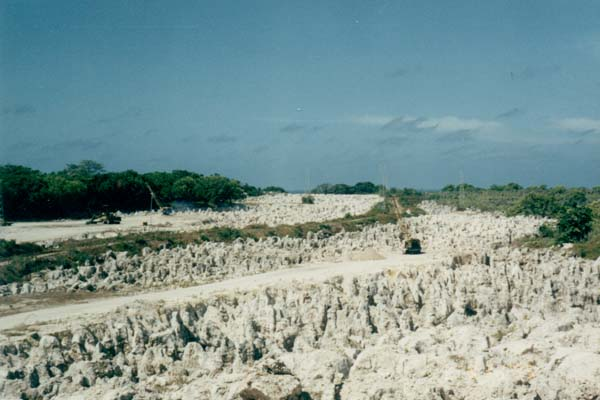
Кар'єри біля озера Буада

Після закінчення Другої світової війни, 1 листопада 1947 року, острів Науру став територією, підконтрольною ООН, під спільним управлінням Великої Британії, Нової Зеландії та Австралії. Однак фактично островом керувала Австралія. У тому ж році в Науру було відновлено видобуток фосфоритів.
У 1948 році «Британською фосфатною компанією» було експортовано фосфоритів на суму 745 000 австралійських доларів, але від виручки науруанцям було виплачено тільки 2 %, а адміністрації острова — 1 %. Дуже низькі виплати робітникам, переважно китайцям, погані умови праці робили життя емігрантів дуже важким. Це призвело до повстання 1948 року, через яке в Науру було введено надзвичайний стан. Повстання було одразу придушене австралійськими військами. 11 працівників було поранено, 4 вбито. У період з 1950 по 1953 роки британська компанія і австралійський уряд, побоюючись поширення китайськими робітниками в Науру комуністичних ідей, почали готуватися до нових заколотів. Була проведена реорганізація місцевої поліції, встановлено стеження за китайцями, а в 1953 році був навіть проведений обшук будинків острівних працівників. Врешті-решт, в ході розслідування австралійський уряд прийшов до висновку, що китайці в Науру є прихильниками капіталістичного режиму на острові Тайвань, а не комуністичного в Китайській Народній Республіці.
18 грудня 1951 року в Науру було вперше обрано острівний уряд — Науруанську раду з 9 членів на чолі з Хаммером де Робуртом. Він у минулому був депортований на острів Чуук. Основною метою даного органу було надати науруанцям право на участь у житті рідного острова. Проте фактичний контроль над радою перебував у руках австралійського уряду, тому цей орган не був політичним утворенням, який визначав би хід подій у Науру. Це призвело до поширення вимог щодо надання місцевим жителям більшої політичної влади і збільшення відрахувань, незважаючи на поступове виснаження запасів фосфоритів. Дійсно, з 1963 року австралійські й новозеландські фермери закуповували науруанські фосфорити, здобуті майже двома тисячами іноземцями (переважно китайцями), за цінами на одну третину нижче світових. Тільки в 1964 році на науруанські фосфорити були встановлені світові закупівельні ціни. У результаті в 1966 році науруанцям стали виплачувати до 22 % прибутку, а адміністрації — 14 %. Тим не менше з майже 65 млн доларів США, отриманих від експорту фосфоритів у період з 1922 по 1965 роки, науруанцям було виплачено лише 2,5 млн доларів США.
У 1961 році, завдяки підтримці Південнотихоокеанської комісії, в Науру була завезена риба тиляпія мозамбіцька (лат. Oreochromis mossambicus), яка була випущена в озеро Буада. Але через дуже маленький розмір і погані смакові якості ця риба не була особливо популярною серед місцевого населення. Розмножена у всіх ставках, де вирощувався цінний для острів'ян ханос, тіляпія стала потроху витісняти цю рибу. Це призвело до того, що місцеві рибоводи стали відмовлятися від практики розведення ханоса.
Як і в попередні роки, в 1960-х велася активна розробка фосфоритів. Відбувалося руйнування рослинного та ґрунтового покривів. Тому з часом ландшафт Науру став більше нагадувати «місячний пейзаж», а острів ставав усе менш придатним для життя. У ці роки австралійський уряд почав розробляти проєкти з переселення жителів Науру на острів Фрейзер, а потім і на острів Кертіс (вони обидва розташовані недалеко від узбережжя австралійського штату Квінсленд). Проте здійснити цей проєкт так і не вдалося багато в чому з політичних причин: хоча науруанці не виступали проти переселення, вони вимагали надання їм незалежності. Австралійський уряд виступав категорично проти такого плану розвитку подій, тим більше в межах свого державного кордону. Остаточно проєкт був відхилений у 1964 році. Після цього провалу ще більша частина науруанського населення стала підтримувати ідею надання незалежності острову. Вже в 1966 році завдяки підтримці Опікунської ради ООН у Науру була вперше обрана Законодавча рада. Незважаючи на бажання Австралії зберегти за собою право визначати зовнішньополітичний курс Науру і взяти на себе оборону острова, більшість остров'ян на чолі з Хаммером де-Робуртом наполягали на праві повного самовизначення. Зрештою австралійський уряд змирився з цією думкою, і в Австралійському національному університеті було розпочато розроблення конституції Науру.
В останні роки австралійського панування на острові відзначилося зростання рівня життя науруанців, медичних послуг і освіти; частина науруанських студентів навчалася на території Австралійського Союзу. Такі позитивні зміни багато в чому пояснювалися переходом під контроль Науру інфраструктури та обладнання, які належали «Британській фосфатній комісії». У 1967 році науруанське відділення цієї компанії повністю перейшло під контроль Науру, що дозволило острів'янам контролювати видобуток фосфоритів на острові та їх експорт.

## Період незалежності

### «Золоті роки»

#### Економічний розвиток

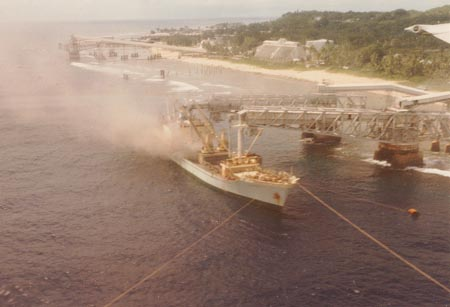
Навантаження фосфоритів на торговельне судно в порту Науру (1975)

31 січня 1968 року, у 22-гу річницю репатріації науруанців з острова Чуук, Науру стала незалежною державою з республіканською формою правління. Офіційною грошовою одиницею урядом країни був обраний австралійський долар, що звільнило країну від введення нової національної валюти та установи центрального банку Науру.
З отриманням незалежності ця острівна держава вступила в епоху економічного добробуту, що пояснювалося декількома чинниками. У 1966 році на острові Макатеа були вироблені родовища фосфоритів, а в 1979 році і на острові Банаба. У результаті Науру став єдиним островом у Тихому океані, який експортував цю цінну гірську породу, що йшла на виробництво добрив. У червні 1970 року уряд Науру, повністю завершивши купівлю «Британської фосфатної компанії» у Великій Британії і ставши її абсолютним власником, націоналізував компанію і дав їй нову назву — «Науруанська фосфатна корпорація». У перші роки незалежності Науру на світових ринках також спостерігалося збільшення цін на фосфорити, вони досягли максимуму в 1975 році (68 доларів США за тонну).

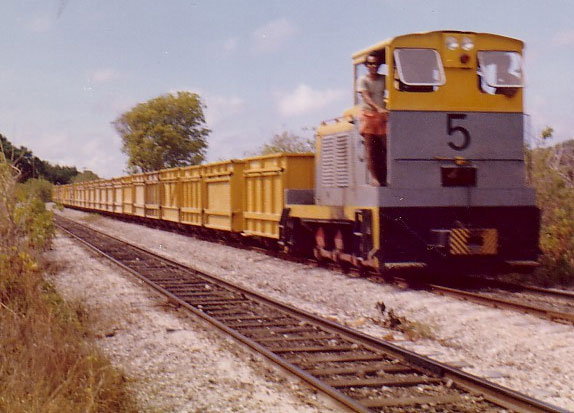
Транспортування фосфоритів по залізниці в порт острова (1975)

Усі ці чинники зіграли позитивну роль для економіки країни, де рівень життя населення поступово наблизився до показників передових країн Заходу. З часом ВВП на душу населення досяг рівня 50 тисяч доларів США: за цим показником Науру посів 2-ге місце у світі після Саудівської Аравії.
У 1970-х роках на острові значно покращилася інфраструктура: був побудований адміністративно-громадський центр, в якому проводилися різні міжнародні конференції, готель у Менензі з більш ніж сотнею готельних номерів, станція супутникового зв'язку, завдяки якій у кожній родині з'явився телефон, був розширений термінал і злітно-посадкова смуга Міжнародного аеропорту Науру, відремонтовані дороги по периметру острова. У 1972 році в Республіці Науру з'явилася своя авіакомпанія — «Ейр Науру» (зараз Nauru Airlines). Науруанці вступили в суспільство споживання: звичними стали автомобілі, телевізори та інше побутове устаткування, яке імпортувалося з зарубіжних країн, з'явилися перші супермаркети. У ці роки жителі острова були повністю звільнені від сплати податків.

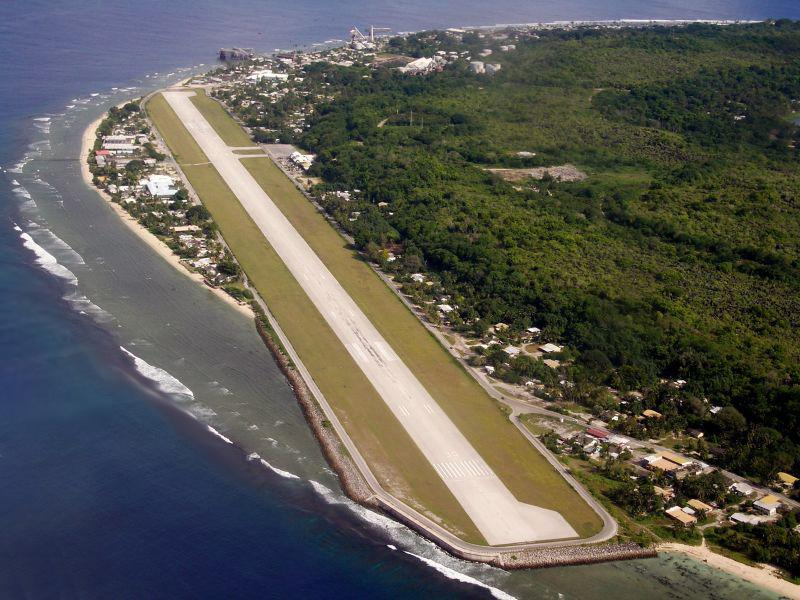
Міжнародний аеропорт Науру

З часом науруанський уряд став усвідомлювати, що рано чи пізно запаси фосфоритів на острові виснажаться, і вирішив дотримуватися того ж шляху, що і Кувейт: вкладати гроші країни в нерухомість інших державах. У 1977 році в місті Мельбурн (Австралія) на вулиці Коллінс-Стріт було споруджено будинок Науру-Хауз (у цьому ж році з'явилися перші пропозиції щодо купівлі науруанцями суден для самостійного транспортування фосфоритів на головні світові ринки збуту). Країна вклала великі кошти в економіку Гавайських островів, Гуаму, Маршаллових Островів, Індії, міст Вашингтон, Х'юстон, Лондон, штату Орегон. Однак більша частина інвестицій не дала очікуваних результатів: занадто великі були витрати на підтримку різних будівель, куплені урядом Науру.
На початку 1989 року побоювання уряду країни виправдалися: на світових ринках був відзначений спад попиту на фосфорити, що, у свою чергу, призвело до падіння цін на них. У результаті прибутки Науру стали неухильно падати, а фосфоритних родовищ вистачило на 5—10 років.

#### Політична сфера

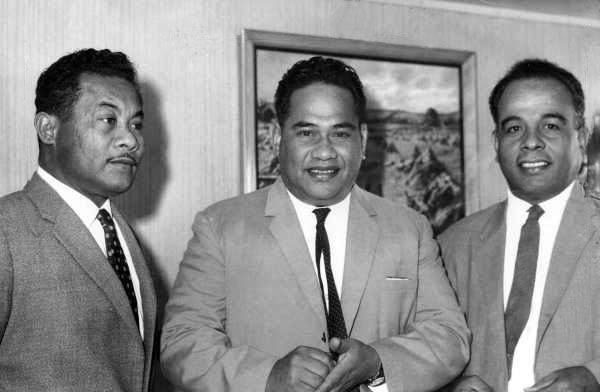
Перший президент Науру Хаммер Де-Робурт (у центрі) та голова науруанського уряду з 1953 по 1955 роки Реймонд Гадабу (зліва) (1968)

Під час холодної війни держава Науру дотримувалася політики нейтралітету і неприєднання до військових блоків, хоча в 1969 році стала членом Співдружності націй. У 1982 році Науру вперше відвідала британська королева Єлизавета II, а через кілька років, 30 грудня 1987 року, Науру встановив дипломатичні відносини з СРСР.
Проте основною політичною подією після отримання незалежності став позов 1989 року в Міжнародний суд ООН проти Австралії, за яким Австралія звинувачувалася в руйнуванні екосистеми острова під час фосфоритних розробок у роки панування в Науру. Австралія погодилася почати переговорний процес, і, згідно з досягнутими домовленостями, виплатила Науру 57 млн австралійських доларів і пообіцяла виділити ще 50 млн австралійських доларів протягом 20 років. Велика Британія і Нова Зеландія, своєю чергою, в серпні 1993 року виплатили Науру 12 мільйонів доларів як компенсацію за знищені в ході розробок сільськогосподарські землі. Спочатку уряд країни збирався на ці гроші ввезти в країну ґрунт, проте згодом вони були витрачені на модернізацію інфраструктури острова.
У 1990-х роках пріоритет внутрішньої політики Науру віддавався екології острова. Саме тому на XXIV Форумі тихоокеанських островів, який проводився на території Науру в 1993 році, питання екології та протидії ядерним випробуванням у регіоні були основними під час обговорення. У 1991 році фінансову допомогу у відновленні рибного господарства на острові (а саме, у відновленні розведення риби ханос у місцевих ставках) надав Тайвань.

### Період спаду

#### Економічна криза

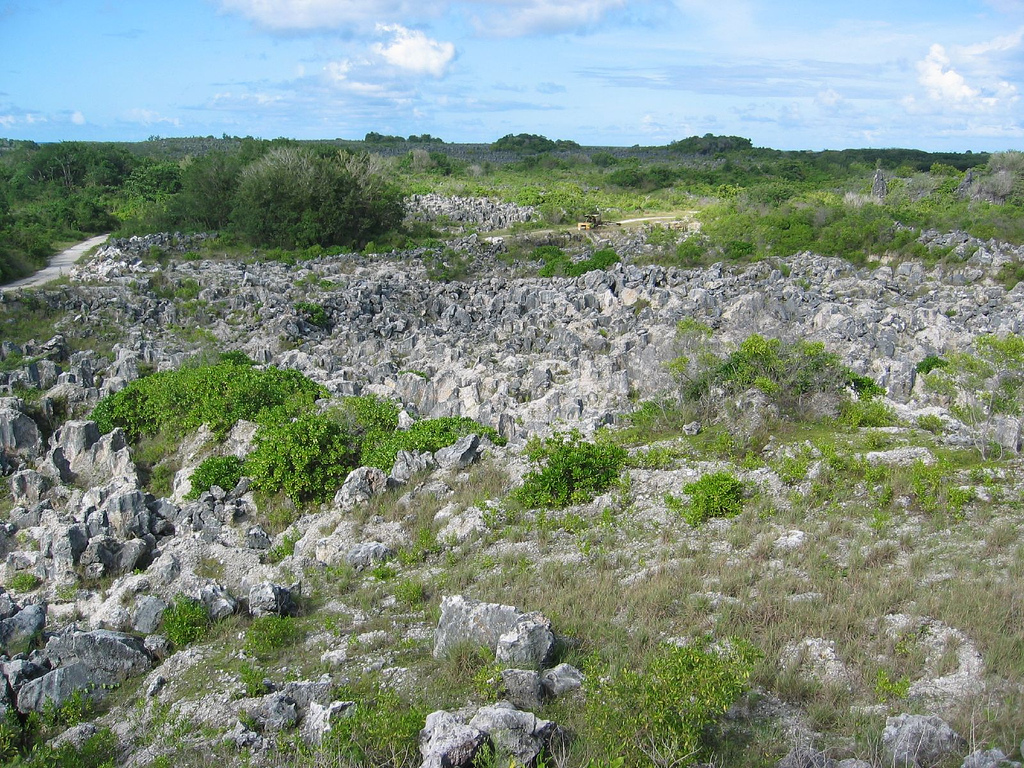
Кам'яні зубці, які утворилися після фосфоритних розробок на центральному плато

На початку 1990 року Республіка Науру зіткнулася із серйозною фінансовою кризою, викликаною сильною залежністю економіки країни від цін на фосфорити, а також невмілим управлінням майновими інвестиціями за кордоном.
У результаті на острові спостерігалося збільшення виробничих витрат у зв'язку з поступовим виснаженням родовищ і ускладненням процесу вироблення фосфоритів (не останню роль у посиленні кризи відіграв дефіцит торгового балансу через подорожчання імпортних товарів, викликаного високим курсом долара США). Інвестиції в нерухоме майно і землю не забезпечили країну необхідними фінансами. Найімовірніше, це було викликано нерозумним керуванням і можливо корупцією. До того ж, на той момент у державній казні виявилося лише 30 мільйонів австралійських доларів замість передбачуваних 8 млрд. Економічна криза безпосередньо позначилася на політичній ситуації в країні: у період з 1995 по 2007 роки в країні змінилося вісім президентів.
Для виходу з кризи уряд Науру вжив низку рішучих заходів. На першому етапі було знижено державні витрати за рахунок продажу літаків, що знаходилися в розпорядженні національної авіакомпанії, а також за рахунок затримок зарплати державним працівникам. Однак це не вирішило проблеми дефіциту бюджету, який досяг розміру в 5,8 млн доларів США або 18 % від ВВП країни 2000 року.
Поряд зі зменшенням бюджету науруанський уряд прийняв державну стратегію, згідно з якою передбачалася диверсифікація економіки за рахунок розвитку туризму та рибальства у виключно прибережній економічній зоні.
Однак ці заходи не мали великого успіху. Опинившись без джерел поповнення бюджету, Республіка Науру перетворилася на великий офшорний центр, де відмивалися гроші різними злочинними угрупованнями і терористичними організаціями (у 2000 році в республіці було зареєстровано понад 400 офшорних банків). Також країна почала продавати іноземцям свої паспорти.
У лютому 1999 року ця мікронезійська держава було названа організацією FATF однією з чотирьох країн Тихого океану, «в якій була відзначена досить висока концентрація фінансової діяльності, пов'язаної з організованою злочинністю з Росії» (інші країни — Острови Кука, Самоа і Вануату). А за словами представника Центрального Банку РФ в 1998 році з Росії в науруанські банки було перераховано близько 70 млрд доларів, таким чином, ховаючи від держави свої прибутки і ховаючись від сплати податків. Більшість операцій здійснювалися через інтернет, а саме через «Nauru Agency Corporation», розташованої в окрузі Ярен. Однак у Науру були також зареєстровані офшорні банки, засновані громадянами Росії. Наприклад, банк Sinex, у який надходили відмиті гроші з російських банків «Депозитарно-кліринговий банк» і «Банк Фламінго».
Це викликало деяке занепокоєння у світової спільноти. Вже 17 січня 1999 року Deutsche Bank і Bankers Trust, які здійснюють грошові перекази по всьому світу, наклали заборону на доларову торгівлю з Науру (такі ж санкції були застосовані до Палау і Вануату). Згодом санкції по відношенню до цієї мікронезійської країни застосували країни «великої вісімки».
Здійснення австралійської програми «Тихоокеанське рішення» (англ. Pacific Solution), розпочатої на початку 2000 року, призвело до ряду міжнародних скандалів. Ця програма передбачала створення на території декількох острівних держав, включаючи Науру, центрів біженців. Введення цієї програми було викликано посиленням імміграції з Афганістану та Ірака до Австралії. В обмін на допомогу державам, де знаходилися подібні центри, австралійським урядом виплачувалися постійні субсидії або компенсації у вигляді палива. Однак «Тихоокеанське рішення» викликало широке невдоволення серед правозахисних організацій, які звинувачували Австралію у порушенні прав людини і Женевської конвенції про біженців. У результаті австралійський уряд був змушений відмовитися від цієї програми в 2005 році.
З кінця 2003 року рівень життя в Науру впав, а значна частина населення виявилася на межі бідності. Уряд почав розпродаж обладнання, яке використовувалося для видобутку фосфоритів, був проданий Науру-Хауз у Мельбурні, велика частина телекомунікаційних компаній перестала надавати послуги зв'язку. Велику роль у ці роки грала фінансова підтримка Австралії.
Наприкінці 2004 року більшістю голосів членів парламенту на другий термін Людвіг Скотті був обраний на пост президента, який відразу ж оголосив про зміну економічної політики держави, в тому числі, був припинений експорт фосфоритів.

### Реформи і відновлення економіки

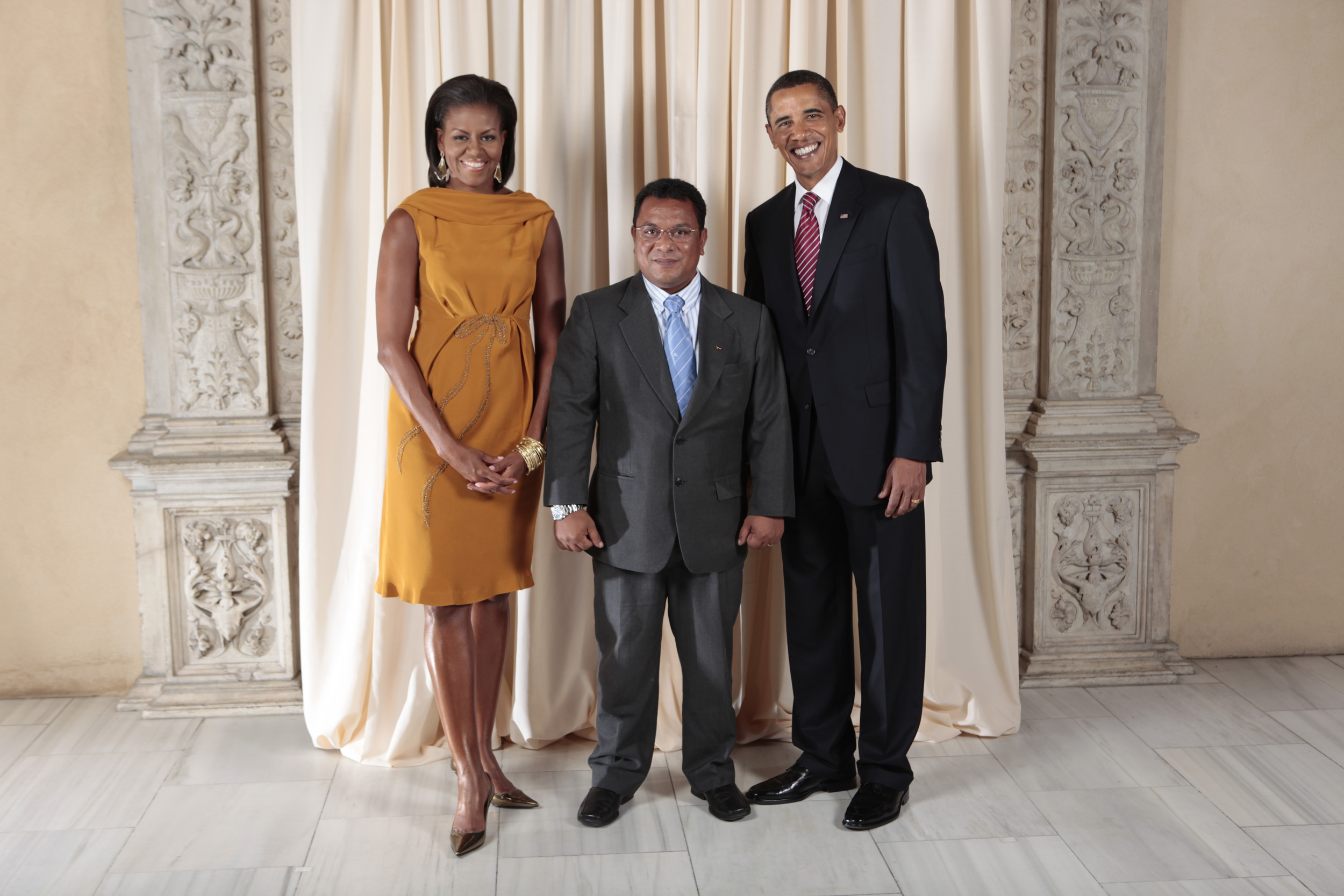
Маркус Стівен, разом із Бараком Обамою і його дружиною

У серпні 2004 року в Австралійському центрі незалежних досліджень (англ. Australian Centre for Independent Studies) була опублікована доповідь, у якій розглядалися різні варіанти майбутнього Науру. Один із них — повна втрата незалежності і входження до складу Австралії як території. Інші варіанти — вільна асоціація або з Австралією, або з такими країнами Океанії, як-от Нова Зеландія або Фіджі. За зауваженнями професора Хелена Х'юса (англ. Helen Hughes), у Науру необхідно було реорганізувати структуру парламенту, комунального господарства і почати жити по статках. Тим часом ряд держав-членів Форуму тихоокеанських островів висловили готовність надати фінансову допомогу Науру.
У вересні 2004 року на острові з ініціативи представника Науру в ООН, Вінчі Клодумара, були проведені дослідження фосфоритних родовищ. Результати показали, що в ряді місць Науру є більші запаси фосфоритів, ніж передбачалося раніше.
1 жовтня 2004 року президент Науру Людвіг Скотті оголосив у країні надзвичайний стан і одночасно розпустив парламент, який не зміг прийняти новий бюджет; пізніше ним же 23 жовтня були призначені дострокові парламентські вибори. Крім того, президент звільнив спікера парламенту Расселла Куна (англ. Russell Kun). Скотті і його ліберально-реформістські прихильники перемогли на виборах, отримавши парламентську більшість, що стало історичною подією для країни, в якій уряд змінювався два-три рази на рік. У грудні 2004 року вперше за кілька місяців були експортовані фосфорити: вантаж вагою 10 тис. тонн був відправлений у Південну Корею.
25 серпня 2007 року науруанці обрали новий парламент. Скотті, незважаючи на свої не популярні в народі реформи, здобув перемогу: його прихильники отримали 15 з 18 місць у парламенті, а 27 серпня він у черговий раз став президентом Науру. Проте вже 10 листопада 2007 року в країні розгорілась нова внутрішньополітична криза. У результаті 19 грудня 2007 року після винесення вотуму недовіри Людвігу Скотті новим президентом був обраний Маркус Стівен.

## Хронологія
Наведена нижче хронологія містить лише історичні події після відкриття острова Науру європейцями.